# إت إنت مي
إت إنت مي (It Ain't me) هي أغنية دي جي النرويجي كايغو والمغنية الأمريكية سيلينا غوميز.

## ترتيب الأغنية
| تصنيف (2017)                                         | المراكز |
| ---------------------------------------------------- | ------- |
| Australia (ARIA)                                     | 4       |
| Austria (أو3 النمسا توب 40)                          | 2       |
| Belgium (أولتراتوب Flanders)                         | 4       |
| Belgium (أولتراتوب Wallonia)                         | 2       |
| Canada (كاناديان هوت 100)                            | 2       |
| Colombia (Monitor Latino Anglo ‏)                     | 3       |
| Croatia (HRT)                                        | 1       |
| Czech Republic (الاتحاد الدولي للصناعة الفونوغرافية) | 2       |
| Denmark (تراكليسن)                                   | 2       |

## تاريخ الإصدار
| المنطقة                    | التاريخ        | النسخة                  | الشكل                  | شركة الإنتاج         | Ref.   |
| -------------------------- | -------------- | ----------------------- | ---------------------- | -------------------- | ------ |
| إيطاليا                    | 16 فبراير 2017 | أصلية                   | Contemporary hit radio | Sony                 | [ 10 ] |
| متنوعة                     | 17 فبراير 2017 | منفردة                  | تحميل موسيقى           | Sony أولترا للموسيقى | [ 11 ] |
| الولايات المتحدة الأمريكية | 28 فبراير 2017 | أصلية                   | Mainstream radio       | أولترا للموسيقى      | [ 12 ] |
| الولايات المتحدة الأمريكية | 7 مارس 2017    | أصلية                   | Rhythmic radio         | Sony Ultra           | [ 13 ] |
| المملكة المتحدة            | 17 مارس 2017   | أصلية                   | Contemporary hit radio | Sony Ultra           | [ 14 ] |
| الولايات المتحدة           | 28 مارس 2017   | أصلية                   | Hot adult contemporary | Sony Ultra           | [ 15 ] |
| متنوعة                     | 7 أبريل 2017   | Tiësto's AFTR:HRS Remix | تنزيل رقمي             | Sony Ultra           | [ 16 ] |